# Bidens mossii
Bidens mossii là một loài thực vật có hoa trong họ Cúc. Loài này được Sherff mô tả khoa học đầu tiên.